# Axel Ahlström
Gustaf Axel Ahlström, född den 31 augusti 1860 i Norrköpings Hedvigs församling, Norrköping, död den 24 december 1934 i Örgryte församling Göteborg
,  var en svensk litteraturhistoriker och handelslärare.
Ahlström blev filosofie doktor i Uppsala 1893 med avhandlingen Studier i den fornfranska lais-litteraturen och var 1897–1927 rektor vid Göteborgs handelsinstitut. Han utgav ett flertal litteraturhistoriska arbeten, såsom Om folksagorna (1895), Marie de France et les lais narratifs (1925) och Klostervisorna (1933). Som rektor för Göteborgs handelsinstitut var han aktiv i att skaffa utbildningen en ny större byggnad, skrev institutionens historia 1826–1896, publicerade 1918 en Matrikel över Göteborgs handelsinstituts elever och utgav handledningar i fransk och spansk handelskorrespondens. Han blev ledamot av Vetenskaps- och vitterhetssamhället i Göteborg 1910.

## Digitaliserade verk
- Jean Gangère : ett arfs- och sjukdomsdrama i tre akter och flera öppningar. Uppsala. 1884. Libris 22462920. https://litteraturbanken.se/f%C3%B6rfattare/Ahlstr%C3%B6mAxel/titlar/JeanGang%C3%A8re/sida/8/faksimil/?om-boken
- Axel Ahlström (1860-1934) hos Litteraturbanken